# Anjali Paragsingh
Anjali Paragsingh (24 februari 1997) is een Surinaams badmintonster.

## Biografie
Anjali Paragsingh studeerde civiele techniek aan de Anton de Kom Universiteit van Suriname en vervolgde daarna haar studie aan de Universiteit Twente in Nederland.
Tijdens de Suriname International van 2016 behaalde ze met het dubbelspel met Sherifa Jameson de tweede plaats. In maart 2016 won ze de B-finale van het Gerard Boijmans Memorial van Isabelle Othily.
In 2017 was ze in Taipei voor de Zomeruniversiteitsspelen (29ste Universiade). Hier eindigde ze in de eerste ronde. In 2019 werd ze tijdens de Suriname International in de halve finale van het gemengd dubbelspel met Kevin Yao Lin Zou uitgeschakeld door het Barbadiaanse team. In het enkelspel werd ze in de achtste finale uitgeschakeld door Sabarina Scott uit Barbados.
Met Gilmar Jones won ze in 2019 het gemengd dubbel tijdens het nationale kampioenschap.